# Babylon Zoo
Babylon Zoo fue una banda británica de rock que se formó a mediados de 1990 en Wolverhampton, Inglaterra y su líder fue Jas Mann. Fueron más conocidos por su canción "Spaceman", que fue publicada el 21 de enero de 1996, y fue directamente al puesto n.º 1 en la lista británica de sencillos, vendiendo 418.000 ejemplares en la primera semana de lanzamiento, un verdadero récord en aquella época.

## Inicios
Jas Mann había tocado antes en una banda musical de género indie, llamada The Sandkings, que abandonó en 1992, debido a diferencias musicales.
Babylon Zoo firmó con Phonogram Records después de que el representante de A&R, Clive Black, escuchara un demo de tres pistas en mayo de 1993. Cuando Black se trasladó a Warner Bros. Records en 1993, Jas Mann firmó con él. Se estuvo preparando un disco junto con su primer sencillo llamado, "Fire Guided Light", el que se iba a convertir en su álbum debut, pero el lanzamiento de este álbum se canceló cuando Black se trasladó nuevamente a EMI en 1995, con quienes la banda firmó un contrato de siete álbumes.
Sin embargo, las copias de promoción de la canción "Spaceman" ya habían sido distribuidos, y fue elegido para combinarse con la publicación de un nuevo anuncio de TV de la marca de ropa Levi's. El sencillo fue directamente al puesto n.º 1 en las listas del Reino Unido y también llegó al número 1 en las listas de otros 23 países.
Su primer álbum, The Boy with the X-Ray Eyes, fue producido en New Atlantis Productions music/artwork/video. Fue lanzado en 1996 e incluyó canciones como "Is Your Soul For Sale?" y "I'm Cracking Up I Need A Pill". Debutó en el puesto n.º 6 en las listas de álbumes y alcanzó el Top 20 en 17 países, incluyendo Australia, Nueva Zelanda y Canadá.
En 1997, Jas Mann fue satirizado en Channel 4 en la serie de TV, Brass Eye.
Tres años después, en 1999, se publicó su segundo álbum titulado King Kong Groover, pero Mann decidió no promocionar el álbum, ya que no estaba consiguiendo el apoyo de su sello discográfico EMI desde la salida del hombre con el que firmaron, Clive Black. Mann, posteriormente, decidió trasladarse a la India y trabajar para una agencia de ayuda.
En el año 2000, Jas Mann lanzó a través de la web remotemusic.com una nueva canción titulada "Love Lies Bleeding", con una producción mucho más pop que nunca, aires orientales y en la que su voz sonaba más pulida y entrenada.
En el 2005, se anunció la publicación de un nuevo álbum de Babylon Zoo, Cold Clockwork Doll, que sería lanzado en algún momento del futuro próximo, porque aún no ha sido lanzado.

## Discografía

### Álbumes de estudio
| Título                      | Lanzamiento     | Posición en las listas |
| --------------------------- | --------------- | ---------------------- |
| The Boy with the X-Ray Eyes | Febrero de 1996 | 6 R.U. (Platino)       |
| King Kong Groover           | Febrero de 1999 | N/A                    |
| I Am Om                     | 2021?           |                        |

### Sencillos
| Año  | Sencillo                      | UK Singles Chart                       | Álbum                       |
| ---- | ----------------------------- | -------------------------------------- | --------------------------- |
| 1995 | "Spaceman"                    | 1                                      | The Boy with the X-Ray Eyes |
| 1996 | "Animal Army"                 | 17                                     | The Boy with the X-Ray Eyes |
| 1996 | "The Boy with the X-Ray Eyes" | 32                                     | The Boy with the X-Ray Eyes |
| 1999 | "All The Money's Gone"        | 46                                     | King Kong Groover           |
| 1999 | "Honaloochie Boogie"          | Lanzamiento promocional (sólo Francia) | King Kong Groover           |
| 2000 | "Love Lies Bleeding"          | Lanzado sólo en Internet               | N/A                         |